# Agnezia glaciata
Agnezia glaciata är en sjöpungsart som först beskrevs av Wilhelm Michaelsen 1898 .  Agnezia glaciata ingår i släktet Agnezia och familjen Agneziidae. Inga underarter finns listade i Catalogue of Life.